# Dickosteus threiplandi
Dickosteus threiplandi — вид викопних панцирних риб родини Coccosteidae, що існував у девонському періоді, 393—370 млн років тому.

## Скам'янілості
Викопні рештки знайдені відкладеннях формації Сандвік Фіш Бед (Sandwick Fish Bed, Шотландія), а також в Естонії. Переважно знаходять рештки кісткового панцира голови, але і трапляються відбитки хвоста, який не мав кісткових елементів.

## Опис
Риба завдовжки до 40 см.